# Aeroportul Rourkela
Aeroportul Rourkela (IATA: RRK, ICAO: VERK) este un aeroport din Odisha, India ce deservește zona Rourkela⁠(d). Aeroportul a fost tranzitat în noiembrie 2022 de 0 pasageri. A fost deschis în 7 ianuarie 2023 și numit după zona deservită.
Situat la o altitudine de 200 m, aeroportul dispune de o singură pistă. Este operat de Airports Authority of India⁠(d).